# Friedrich Julius Richelot

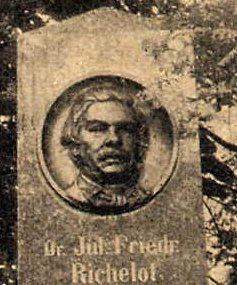
Friedrich Julius Richelot

Friedrich Julius Richelot (Koningsbergen, het huidige Kaliningrad, 6 november 1808 - aldaar 31 maart 1875) was een Duits wiskundige. 
Hij was een leerling van Carl Jacobi. Hij promoveerde in 1831 aan de filosofische faculteit van de Universiteit van Königsberg met een proefschrift over de opdeling van de cirkel in 257 gelijke delen en werd na zijn promotie hoogleraar aan zijn alma mater.
Richelot publiceerde talrijke artikelen in het Duits, Frans en Latijn, waaronder, in zijn proefschrift, het eerste bekende recept voor de constructie van een regelmatige 257-hoek met passer en liniaal.